# Nelsons Plains
Nelsons Plains är en ort i Australien. Den ligger i kommunen Port Stephens Shire och delstaten New South Wales, i den sydöstra delen av landet, omkring 130 kilometer norr om delstatshuvudstaden Sydney. Antalet invånare är 699.
Runt Nelsons Plains är det ganska tätbefolkat, med 67 invånare per kvadratkilometer.. Närmaste större samhälle är Maitland, omkring 17 kilometer väster om Nelsons Plains. 
Trakten runt Nelsons Plains består till största delen av jordbruksmark. Genomsnittlig årsnederbörd är 1 277 millimeter. Den regnigaste månaden är februari, med i genomsnitt 223 mm nederbörd, och den torraste är juli, med 46 mm nederbörd.